# 第19回社会人野球日本選手権大会予選
第19回社会人野球日本選手権大会予選（だい19かいしゃかいじんやきゅうにほんせんしゅけんたいかいよせん）は、第19回社会人野球日本選手権大会の出場チームを決定するために行われた予選の結果をまとめたものである。なお、1次予選のコールドゲーム及び延長戦のイニングは記載していない。

## 概要
26チームのうち、山陽国策パルプ旭川と関東自動車工業の2チームが初出場となった。12チームは連続出場で、最長は10年連続のNTT四国。復活出場12チームのうち、日本通運名古屋が17年ぶり、NTT東京は15年ぶりのブランクを経ての出場となった。

### 出場枠
- 地区予選枠26（北海道2、東北2、北信越2、関東5、東海3、近畿6、中国2、四国2、九州2）

### 北海道地区
- 1回戦

山陽国策パルプ旭川　10－0（8回コールド）　森倶楽部
たくぎん　18－2（7回コールド）　JR北海道
王子製紙苫小牧　24－0（7回コールド）　函館太洋倶楽部
新日鉄室蘭　10－0　小樽野球協会
日産サニー札幌　9－0　航空自衛隊千歳
札幌倶楽部　3－2　和弘食品
- 2回戦

山陽国策パルプ旭川　4－1　大昭和製紙北海道
王子製紙苫小牧　5x－4　たくぎん
新日鉄室蘭　14－1（7回コールド）　日産サニー札幌
NTT北海道　16－3（7回コールド）　札幌倶楽部
- 代表決定戦

山陽国策パルプ旭川　3－1　王子製紙苫小牧
新日鉄室蘭　8－2　NTT北海道
山陽国策パルプ旭川、新日鉄室蘭が本戦出場

### 東北地区

#### 岩手県1次予選
- 1回戦

岩手県経済連　11－0　平泉クラブ
遠野クラブ　8－5　オール不来方
岩手銀行　10－0　高清物産花友クラブ
水沢駒形野球倶楽部　4－3　オール釜石
- 2回戦

アイワ岩手　6－4　宮城建設
雫石クラブ　不戦勝　住田クラブ
岩手銀行　15－0　大槌球友
久慈クラブ　不戦勝　東京製綱
水沢駒形野球倶楽部　10－3　東北ハーネス
岩手県経済連　17－0　九戸クラブ
小野田セメント　8－2　釜石野球団
岩手東芝　9－0　遠野クラブ
- 準々決勝

岩手県経済連　7－0　小野田セメント
アイワ岩手　12-0　岩手東芝
岩手銀行　9－2　久慈クラブ
水沢駒形野球倶楽部　12－5　雫石クラブ
- 準決勝（代表決定戦）

岩手県経済連　9－1　アイワ岩手
岩手銀行　10－4　水沢駒形野球倶楽部
- 決勝

岩手県経済連　7－6　岩手銀行
岩手県経済連、岩手銀行は2次予選に進出

#### 宮城県1次予選
- 1回戦

七十七銀行　7－2　十条製紙
JT　8－5　オールカメイ
NTT東北　16－0　白山クラブ
JR東日本東北　4－2　日産サニー宮城
- 準決勝（代表決定戦）

NTT東北　12－3　JR東日本東北
JT　16－5　七十七銀行
- 決勝

NTT東北　4－3　JT
- 敗者復活1回戦

十条製紙　1－0　オールカメイ
日産サニー宮城　6－3　白山クラブ
- 敗者復活2回戦

JR東日本東北　14－7　十条製紙
七十七銀行　10－0　日産サニー宮城
- 第3代表決定戦

七十七銀行　3－1　JR東日本東北
- 敗者再復活戦

十条製紙　5－2　日産サニー宮城
- 第4代表決定戦

JR東日本東北　6－2　十条製紙
NTT東北、JT、七十七銀行、JR東日本東北は2次予選に進出

#### 秋田県1次予選
- 1回戦

秋田ベースボールクラブ　11－7　八橋ユーランドクラブ
秋田経法大校友クラブ　15－12　JR秋田
秋田銀行　8－0　大曲ベースボールクラブ
- 準決勝（代表決定戦）

TDK　18－2　秋田ベースボールクラブ
秋田銀行　7－0　 秋田経法大校友クラブ
- 決勝

TDK　9－0　秋田銀行
TDK、秋田銀行は2次予選に進出

#### 山形県1次予選
- 1回戦

山形しあわせ銀行　18－3　三川クラブ
米沢中央クラブ　15－12　東海大山形OB
- 準決勝

山形しあわせ銀行　11－8　新庄球友クラブ
鶴岡野球クラブ　9－4　米沢中央クラブ
- 代表決定戦

山形しあわせ銀行　8－2　鶴岡野球クラブ
山形しあわせ銀行は2次予選に進出

#### 福島県1次予選
- 1回戦

福島硬友クラブ　8－5　トヤ野球クラブ
全白河野球クラブ　21－20　飯野クラブ
学石OBクラブ　19－16　オールいわきクラブ
北斗野球クラブ　10－7　矢吹クラブ
小峰クラブ　12－8　郡山フレンズクラブ
- 2回戦

ヨークベニマル　9－2　福島硬友クラブ
全白河野球クラブ　6－3　好間クラブ
北斗野球クラブ　不戦勝　郡山ベースボールクラブ
小峰クラブ　17－6　ニュー相馬クラブ
保原クラブ　9－6　平工OBクラブ
学石OBクラブ　10－6　自衛隊福島
須賀川クラブ　13－4　川俣クラブ
同仁社　6－3　二本松クラブ
- 準々決勝

北斗野球クラブ　11－8　須賀川クラブ
同仁社　12－5　小峰クラブ
ヨークベニマル　10－0　全白河野球クラブ
保原クラブ　9－8　学石OBクラブ
- 準決勝（代表決定戦）

ヨークベニマル　9－2　保原クラブ
同仁社　14－1　北斗野球クラブ
- 決勝

ヨークベニマル　3－2　同仁社
ヨークベニマル、同仁社は2次予選に進出

#### 東北2次予選
自衛隊青森（青森県）も出場。
- 1回戦

JT　7－3　秋田銀行
七十七銀行　6－2　自衛隊青森
同仁社　2－1　山形しあわせ銀行
JR東日本東北　5－3　岩手銀行
- 2回戦

NTT東北　10－0（7回コールド）　同仁社
JR東日本東北　4x－3　TDK
JT　8－4　JA岩手県経済連
ヨークベニマル　7－1　七十七銀行
- 代表決定戦

JT　9－6　ヨークベニマル
NTT東北　9－3　JR東日本東北
- 決勝

NTT東北　4－0　JT
NTT東北、JTが本戦出場

### 北信越地区

#### 長野県1次予選
- リーグ戦

TDK千曲川　7－1　全松本クラブ
NTT信越　13－0　全松本クラブ
NTT信越　11－1　TDK千曲川
NTT信越、TDK千曲川は2次予選に進出

#### 富山県1次予選
- リーグ戦

北陸銀行　8－2　NTT富山
NTT富山　7－4　伏木海陸運送
北陸銀行　8－0　伏木海陸運送
3チームとも2次予選に進出

#### 北信越2次予選
ニチエー（新潟県）、NTT北陸（石川県）も出場。
- 1回戦

ニチエー　8－2　NTT富山
北陸銀行　13－2　TDK千曲川
NTT北陸　15－3（7回コールド）　伏木海陸運送
- 代表決定戦

NTT北陸　7－2　北陸銀行
NTT信越　7－1　ニチエー
- 決勝

NTT信越　7－2　NTT北陸
NTT信越、NTT北陸が本戦出場

### 関東地区

#### 東京都1次予選
- 代表決定戦

鷺宮製作所　10－9　東京ガス
プリンスホテル　13－7　明治生命
NTT東京　9－4　JR東日本
熊谷組　8－4　朝日生命
- 敗者復活戦

東京ガス　3－2　明治生命
朝日生命　7－3　JR東日本
- 第5代表決定戦

東京ガス　6－4　朝日生命
鷺宮製作所、プリンスホテル、NTT東京、熊谷組、東京ガスは2次予選に進出

#### 東京多摩地区1次予選
- 代表決定戦

スリーボンド　4－2　東芝府中
スリーボンドは2次予選に進出

#### 神奈川県1次予選
- 1回戦

横浜そごう　19－0　神奈川クラブ
三菱重工横浜　10－6　ウィーンベースボールクラブ
いすゞ自動車　18－0　横浜高島屋
三菱自動車川崎　5－1　横浜球友クラブ
全川崎クラブ　8－7　横浜金港クラブ
- 2回戦（代表決定戦）

日本石油　9－8　横浜そごう
日産自動車　18－13　三菱重工横浜
三菱自動車川崎　16－13　いすゞ自動車
東芝　18－2　全川崎クラブ
- 準決勝

日産自動車　7－6　日本石油
東芝　6－3　三菱自動車川崎
- 3位決定戦

三菱自動車川崎　4－3　日本石油
- 決勝

東芝　9－4　日産自動車
- 敗者復活戦

三菱重工横浜　5－4　横浜そごう
いすゞ自動車　11－0　全川崎クラブ
- 第5代表決定戦

いすゞ自動車　9－5　三菱重工横浜
東芝、日産自動車、三菱自動車川崎、日本石油、いすゞ自動車は2次予選に進出

#### 千葉県1次予選
- リーグ戦

NTT関東　11－6　新日鉄君津
川崎製鉄千葉　6－5　NTT関東
川崎製鉄千葉　6－4　新日鉄君津
川崎製鉄千葉、NTT関東は2次予選に進出

#### 山梨県1次予選
- 1回戦

大月クラブ　5－4　オール櫛形
- 準決勝

甲府ベースボールクラブ　25－3　市川クラブ
山梨球友クラブ　13－2　大月クラブ
- 代表決定戦

山梨球友クラブ　13－7　甲府ベースボールクラブ
山梨球友クラブは2次予選に進出

#### 関東2次予選
住友金属鹿島、日立製作所（ともに茨城県）、全足利クラブ（栃木県）、富士重工業（群馬県）、日本通運、本田技研（ともに埼玉県）も出場。
- 1回戦

日本通運　10－2（7回コールド）　いすゞ自動車
NTT東京　12－3（7回コールド）　住友金属鹿島
日産自動車　5－0　スリーボンド
東京ガス　10－2（8回コールド）　川崎製鉄千葉
本田技研　5－4　鷺宮製作所
東芝　5－0　富士重工業
日本石油　9－2（7回コールド）　全足利クラブ
日立製作所　4－2　三菱自動車川崎
熊谷組　18－1（7回コールド）　山梨球友クラブ
プリンスホテル　14－1（7回コールド）　NTT関東
- 代表決定戦

日本通運　10－4　熊谷組
日本石油　5－3　東京ガス
東芝　1－0　本田技研
プリンスホテル　7－4　日立製作所
NTT東京　4－2　日産自動車
日本通運、日本石油、東芝、プリンスホテル、NTT東京が本戦出場

### 東海地区

#### 静岡県1次予選
- 1回戦

ヤオハンジャパン　10－0　中電硬式野球クラブ
河合楽器　18－0　エースコンクラブ
ヤマハ発動機誠和　14－4　菊笠クラブ
関東自動車工業　10－0　浜松闘魂会
三島クラブ　12－3　協和発酵クラブ
ヤマハ　11－0　本州クラブ
フジウンノ野球クラブ　11－1　岳南クラブ
大昭和製紙　14－2　中遠クラブ
- 準々決勝（代表決定戦）

河合楽器　6－5　ヤオハンジャパン
関東自動車工業　11－1　ヤマハ発動機誠和
ヤマハ　10－0　三島クラブ
大昭和製紙　10－2　フジウンノ野球クラブ
- 準決勝

河合楽器　4－3　関東自動車工業
ヤマハ　13－0　大昭和製紙
- 決勝

河合楽器　8－1　ヤマハ
河合楽器、ヤマハ、関東自動車工業、大昭和製紙は2次予選に進出

#### 東海地区1次予選
- 1回戦

NTT東海　10－1　西濃運輸
新日鉄名古屋　12－5　サンジルシ醸造
本田技研鈴鹿　16－9　東海理化
三菱重工名古屋　12－3　大仙
王子製紙春日井　10－3　JR東海
日本通運名古屋　8－2　昭和コンクリート
- 2回戦（代表決定戦）

NTT東海　12－9　新日鉄名古屋
東邦ガス　5－3　本田技研鈴鹿
トヨタ自動車　5－4　三菱重工名古屋
王子製紙春日井　9－5　日本通運名古屋
- 準決勝

東邦ガス　13－6　NTT東海
王子製紙春日井　6－4　トヨタ自動車
- 決勝

東邦ガス　11－6　王子製紙春日井
- 敗者復活代表決定戦

新日鉄名古屋　7－6　本田技研鈴鹿
日本通運名古屋　4－3　三菱重工名古屋
東邦ガス、王子製紙春日井、NTT東海、トヨタ自動車、新日鉄名古屋、日本通運名古屋は2次予選に進出

#### 東海2次予選
- 1回戦

関東自動車工業　5－3　トヨタ自動車
日本通運名古屋　10－7　NTT東海
- 2回戦

ヤマハ　15－2　大昭和製紙
新日鉄名古屋　3－2（延長10回）　王子製紙春日井
関東自動車工業　4－2（延長11回）　東邦ガス
日本通運名古屋　11－8　河合楽器
- 準決勝（代表決定戦）

関東自動車工業　11－9　ヤマハ
新日鉄名古屋　1－0　日本通運名古屋
- 決勝

関東自動車工業　8－4　新日鉄名古屋
- 3位決定戦（代表決定戦）

日本通運名古屋　14－7　ヤマハ
関東自動車工業、新日鉄名古屋、日本通運名古屋が本戦出場

### 近畿地区

#### 京都府1次予選
- 1回戦（代表決定戦）

三菱自動車京都　12－1　高島屋
日産車体京都　3－1　島津製作所
丸勝　4－2　第一紙行
- 準決勝

三菱自動車京都　10－4　日本新薬
日産車体京都　7－4　丸勝
- 3位決定戦

日本新薬　14－12　丸勝
- 決勝

三菱自動車京都　8－1　日産車体京都
三菱自動車京都、日産車体京都、日本新薬、丸勝は2次予選に進出

#### 大阪府1次予選
- 1回戦（代表決定戦）

松下電器　5－3　三和銀行
新日鉄堺　16－0　大阪ペーシェンス
- 2回戦（代表決定戦）

日本生命　16－0　デュプロ
大和銀行　4－2　中山製鋼
- 2回戦

NTT関西　7－2　新日鉄堺
大阪ガス　9－2　松下電器
- 準決勝

NTT関西　7－6　大和銀行
日本生命　9－4　大阪ガス
- 決勝

日本生命　15－5　NTT関西
- 敗者復活1回戦

中山製鋼　2－0　新日鉄堺
松下電器　10－1　デュプロ
- 敗者復活代表決定戦

松下電器　8－6　中山製鋼
日本生命、NTT関西、大和銀行、大阪ガス、松下電器は2次予選に進出

#### 兵庫県1次予選
- 1回戦（代表決定戦）

小西酒造　4－3　川鉄神戸
三菱重工神戸　10－2　阿部企業
新日鉄広畑　15－6　田村コピー
- 準決勝

新日本製鉄広畑　8－2　小西酒造
三菱重工神戸　12－10　神戸製鋼
- 3位決定戦

神戸製鋼　9－1　小西酒造
- 敗者復活戦

川崎製鉄神戸　10－9　阿部企業
- 第5代表決定戦

川崎製鉄神戸　10－1　田村コピー
新日鉄広畑、三菱重工神戸、神戸製鋼、小西酒造、川崎製鉄神戸は2次予選に進出

#### 近畿2次予選
日本IBM野洲（滋賀県）、住友金属（和歌山県）も出場。
- 1回戦

松下電器　3－2　小西酒造
日本IBM野洲　8－1　丸勝
大阪ガス　5－2　三菱自動車京都
日本生命　14－1（7回コールド）　新日鉄広畑
住友金属　11－1（7回コールド）　日産車体京都
川崎製鉄神戸　8－0　NTT関西
三菱重工神戸　5－0　日本新薬
大和銀行　5－2　神戸製鋼
- 代表決定戦

日本IBM野洲　11－7　松下電器
日本生命　14－2　大阪ガス
三菱重工神戸　11－8　大和銀行
住友金属　7－0　川崎製鉄神戸
- 敗者復活代表決定戦

大阪ガス　4－1　大和銀行
川崎製鉄神戸　6－2　松下電器
日本IBM野洲、日本生命、三菱重工神戸、住友金属、大阪ガス、川崎製鉄神戸が本戦出場

### 中国地区

#### 岡山・鳥取1次予選
- リーグ戦

三菱自動車水島　7－4　王子製紙米子
三菱自動車水島　9－7　川崎製鉄水島
川崎製鉄水島　10－0　王子製紙米子
三菱自動車水島　14－3　王子製紙米子
川崎製鉄水島　7－5　三菱自動車水島
川崎製鉄水島　9－6　王子製紙米子
- 決勝

川崎製鉄水島　5－3　三菱自動車水島
川崎製鉄水島、三菱自動車水島は2次予選に進出

#### 広島県1次予選
- 1回戦

NKK　9－6　常石鉄工
三菱重工三原　10－9　JR西日本
三菱重工広島　15－0　マツダ
NTT中国　7－3　ヤマコー
- 準決勝（代表決定戦）

三菱重工三原　9－3　NKK
NTT中国　8－6　三菱重工広島
- 決勝

三菱重工三原　16－6　NTT中国
- 敗者復活1回戦

JR西日本　20－3　常石鉄工
ヤマコー　13－3　マツダ
- 敗者復活代表決定戦

三菱重工広島　7－3　JR西日本
NKK　9－3　ヤマコー
三菱重工三原、NTT中国、三菱重工広島、NKKは2次予選に進出

#### 山口県1次予選
- リーグ戦

協和発酵　10－0　航空自衛隊防府
新日鉄光　23－0　防府クラブ
新日鉄光　24－5　航空自衛隊防府
協和発酵　11－1　防府クラブ
協和発酵　13－7　新日鉄光
航空自衛隊防府　8－6　防府クラブ
協和発酵、新日鉄光は2次予選に進出

#### 中国2次予選
- 1回戦

NTT中国　13－5　協和発酵
川崎製鉄水島　7－3　三菱自動車水島
新日鉄光　16－2（7回コールド）　三菱重工三原
NKK　12－1（7回コールド）　三菱重工広島
- 代表決定戦

川崎製鉄水島　12－6　NTT中国
NKK　11－5　新日鉄光
川崎製鉄水島、NKKが本戦出場

### 四国地区
- 代表決定戦

四国銀行　8－3　JR四国
NTT四国　16－2（7回コールド）　徳島野球倶楽部
- 決勝

四国銀行　12－6　NTT中国
四国銀行、NTT四国が本戦出場

### 九州地区
- 1回戦

新日鉄八幡　8－1　ニコニコドー
三菱重工長崎　6－1　日産自動車九州
- 2回戦

本田技研熊本　6－2　NTT九州
新日鉄八幡　13－3（8回コールド）　沖縄電力
三菱重工長崎　12－2（8回コールド）　JR九州
新日鉄大分　10－1　九州三菱自動車
- 代表決定戦

本田技研熊本　7－5　新日鉄八幡
新日鉄大分　8－4　三菱重工長崎
- 決勝

新日鉄大分　12－10（8回日没コールド）　本田技研熊本
新日鉄大分、本田技研熊本が本戦出場